# 11425 Wearydunlop
11425 Wearydunlop eller 1999 MF är en asteroid i huvudbältet som upptäcktes den 18 juni 1999 av den australiensiske amatörastronomen John Broughton vid Reedy Creek-observatoriet. Den är uppkallad efter den australiensiske kirurgen Weary Dunlop.